# Doorslag (sneltramhalte)
Doorslag is een van de haltes van de Utrechtse sneltram en is gelegen in de stad Nieuwegein. De halte ligt aan lijn 21 richting IJsselstein-Zuid. Van 17 december 1983 tot 14 december 1985 was het de eindhalte van lijn 101 die toen werd doorgetrokken naar IJsselstein.   
Het is de tweede stop na de splitsing van lijnen 20 en 21. Dit is de laatste halte die op lijn 21 in Nieuwegein gelegen is. De halte ligt tussen de haltes Sint Antonius Ziekenhuis (Nieuwegein) en Hooghe Waerd (IJsselstein) in.
In februari 2005 en in de zomer van 2020 zijn enkele haltes van deze tram gerenoveerd, zo ook halte Doorslag.
Bij deze tramhalte, die gelegen is in het hart van de wijk Doorslag, vernoemd naar het gelijknamige kanaal, is een overstapmogelijkheid op buslijn 74 (Driebergen-Zeist - Zeist - De Bilt - Utrecht - Nieuwegein - Vianen).
P+R Science Park · WKZ/Máxima · UMC Utrecht · Heidelberglaan · Padualaan · De Kromme Rijn · Stadion Galgenwaard · Station Utrecht Vaartsche Rijn · CS Centrumzijde · CS Jaarbeursplein · Graadt van Roggenweg · 24 Oktoberplein-Zuid · Winkelcentrum Kanaleneiland · Vasco da Gamalaan · Kanaleneiland Zuid · P+R Westraven · Zuilenstein · Batau-Noord · Wijkersloot · Nieuwegein City · St. Antonius Ziekenhuis · Doorslag · Hooghe Waerd · Clinckhoeff · Eiteren · Achterveld · Binnenstad · IJsselstein-Zuid